# Ivan Pavlov
Ivan Petrovitj Pavlov (ryska Иван Петрович Павлов), född 14 september 1849 i Rjazan, kejsardömet Ryssland, död 27 februari 1936 i Leningrad (nuvarande S:t Petersburg) i dåvarande Sovjetunionen, var en rysk fysiolog och pedagog.
Han blev 1890 extraordinarie professor i farmakologi vid veterinärmedicinska akademin i Sankt Petersburg. 1891 blev han chef för fysiologiska avdelningen vid institutet för experimentalmedicin, 1897 professor i fysiologi.
Han erhöll år 1904 Nobelpriset i fysiologi eller medicin för sin förklaring av hur nerverna styr bukspottkörteln. Detta var vad han ursprungligen forskade om när han upptäckte och fastställde den klassiska betingningen.